# Bardon Alfréd
Bardon Alfréd (Érsekújvár, 1904. május 22. – Budapest, 1986. december 25.) magyar építészmérnök, egyetemi tanár, műépítész, festőművész és rajzoló. A magyar építőművészet kimagasló tehetsége.

## Életpályája
Bardon Lajos és Kárász Julianna fia. 
1927-ben diplomázott a Királyi József Műegyetem építészmérnöki karán.
1928–1930 között Rómában a Római Magyar Akadémia (Collegium Hungaricum) ösztöndíjasaként dolgozott, régészeti és városépítészeti tanulmányokat írt, emellett kutatta a itálai-magyar történelmi kulturális kapcsolatok emlékeit, ezekről ismertető előadásokat tartott. Ő tervezte meg az István király által alapított, de VI. Piusz pápa által 1776-ban lebontatott régi római Szent István zarándokház emléktábláját, melyet a Szent Péter-bazilika oldalfalára helyeztek.
Hazatérése (1930) után építész tervezőként dolgozott, néhány évig Hültl Dezső építész irodájának munkatársaként. Több mint negyven templom berendezését, belsőépítészeti tárgyait, falfestményeit tervezte meg. Tanulmányokat írt az ókori itáliai görög, etruszk, és középkori normann építészeti műemlékekről. Budapesten több lakóépületet tervezett, köztük pl. a Jurányi köz (ma Bajvívó utca) 1. számú házat 1936-ban (a II. kerületben).
- A Bp. II. Bajvívó utca 1. sz. lakóház
- Emléktáblája a Bajvívó utca 1. sz. ház falán

Több tervpályázaton sikeresen szerepelt. A történelmi Magyarország területén kiállítási pavilonokat, lakóépületeket és szállodákat tervezett (Kolozsváron, Csíkszeredában, Máramarosszigeten, emlékműveket Visegrádon. A bécsi, milánói és bari nemzetközi kiállításokra a magyar pavilon terveit készítette.
1936-ban részt vett az Országos Tisztviselői Betegsegélyezési Alap (OTBA) Kórházának (a Kútvölgyi úti kórháznak) tervpályázatán.
1937-ben ifj. Dávid Károllyal (1903–1973) együtt I. díjat nyert az az isztambuli kikötő felvételi épületére kiírt nemzetközi tervpályázaton, mindkettőjük számára nemzetközi elismertséget hozott annak ellenére, hogy terv a világháború kitörése miatt nem valósult meg.
1940-ben műszaki egyetemi doktorátust szerzett. 1940–1942 között a József Nádor Műszaki Egyetem Rajz Tanszékének magántanáraként oktatott. Az 1944-45-ös ostrom után éveken át irányította a Műszaki Egyetem sérült épületeinek helyreállítását.
1952-ben rendes egyetemi tanárrá nevezték ki és megbízták a Rajzi Tanszék vezetésével. Egyik tanársegédje és asszisztense a Németországból hazatért Jánossy György volt.
Ő tervezte a Blaha Lujza téri metróállomás belső terét. 1958–1961 között a régi régi Fővárosi Múzeum egykori városligeti épületét, a Művészeti Alap és a Képzőművészeti Kivitelező Vállalat székházát Bardon tervei alapján jelentősen átalakították, bővítették. (Ma Olof Palme-ház.)
1956-ban az Építészmérnöki Kar dékánhelyettese volt. A forradalom napjaiban aktívan dolgozott az oktatás zökkenőmentes fenntartásában. Nem volt tagja az egyetem forradalmi tanácsának, ennek ellenére 1957-ben fegyelmi eljárását indítottak ellene azzal a váddal, hogy a  hallgatók kívánságának engedve, két köztudottan kommunista kötődésű egyetemi dolgozót lebeszélt a fegyveres  egyetemi őrségben való részvételről, ezzel úgymond „akadályozta küzdelmüket az ellenforradalom ellen”. Bardonnak felrótták azt is, hogy az Egyetem  pecsétjéből saját kezűleg vágta ki az akkor már hivatalosan érvénytelenített Rákosi-címert. A fegyelmi eljárásban elmarasztalták, szigorú  megrovásban részesítették és leváltották dékánhelyettesi tisztségéből, de katedráját ekkor még megtarthatta. Építészkari professzortársai, akik az egyetem forradalmi tanácsának tagjai voltak (Csonka Pál, Somogyi László és Mosonyi Emil) elvesztették egyetemi állásukat is.
1960-ig vezethette a BME Építészmérnöki Kar Rajzi Tanszékét, ekkor politikai okból idő előtt nyugdíjazták. Építész tervezői munkáját folytathatta, szaktudása és kimagasló grafikai tehetsége révén továbbra is élvezte a szakmai megbecsültséget.
Nyugdíjazása után Spanyolországba ment, az ottani építészetről írta (és rajzolta) meg fő művét, amelyben a római kortól kezdve a 20. századig történeti sorrend tárgyalja Spanyolország sokrétű építészeti és épületszobrászati emlékeit, bemutatva annak bonyolult kölcsönhatásait. Külön fejezetben tárgyalja a 20. század művészetét meghatározó Antoni Gaudí munkásságát. A könyv máig az építészmérnöki oktatás egyik tankönyve. További könyvei jelentek meg az itáliai, görög, etruszk és normann építészetről is.
Bardon tervezte a Szent Rókus-kápolna 1973–1978 között végzett átalakítását, és 1975-ben a Lehel téri templom ma látható belső liturgikus terét is, 1974-ben a dunaújvárosi kultúrházat (a mai Munkásművelődési Központot).
Tehetséges grafikus és festőművész volt. Képzőművészeti alkotásait több kiállításon is bemutatták, a Nemzeti Szalonban, a Visegrádi Múzeumban, az Olasz Kultúrintézetben, az esztergomi Keresztény Múzeumban, és több építészmérnöki szakmai szervezet helyiségeiben.
80. születésnapján, 1984-ben a Magyar Építőművészet folyóiratban Biczó Tamás városépítész méltatta Bardon Alfréd életművét.
1986-ban hunyt el Budapesten. A Farkasréti temetőben temették el, sírhelye a 18-as parcellában található. Halálának huszadik évfordulóján, 2006-ban a Budapesti Műszaki Egyetem kertjében felavatták bronz mellszobrát, Keresztfalvi Imre alkotását.

## Művei
A BME OMIKK (Budapesti Műszaki és Gazdaságtudományi Egyetem Országos Műszaki Információs Központ és Könyvtára) állományában található művei:
- A Venus Genetrix templom(wd) Rómában, doktori disszertáció, BME, 1940
- Építészeti rajz, ideiglenes tankönyv, 1950
- Építészeti rajz, tankönyv, 1951
- Építészeti műszaki rajzolás alapismeretei, építész műszaki rajzolói tanfolyam anyagának kivonata, Közoktatási Jegyzetellátó, 1951, 1952
- Ábrázoló geometriai példatár építészmérnök-hallgatók számára, műegyetemi segédkönyv, Tankönyvkiadó, 1952
- Az alkalmazott képzőművészetek technológiája, Felsőoktatási Jegyzetellátó, 1953
- Építészeti műszaki rajzolás alapismeretei : egyetemi jegyzet, Felsőoktatási Jegyzetellátó, 1953
- Gyakorlati távlattan. Építész levelező II. éves hallgatók részére, egyetemi jegyzet, Felsőoktatási Jegyzetellátó, 1954
- Szemléleti távlattan. Az I. éves építész hallgatók részére : egyetemi jegyzet, Felsőoktatási Jegyzetellátó, 1955
- Az építőművészet és a képzőművészet együttműködésének kérdéseiről, Tankönyvkiadó, 1957
- Ábrázoló geometriai példatár építészmérnök-hallgatók számára, egyetemi segédkönyv, Tankönyvkiadó, 1963, 1975
- Spanyolországi építészet, Lektor Dr. Gerő László. A szerző fekete-fehér fotóival., Budapest: Műszaki Könyvkiadó, 214. o. (1975). ISBN 963-10-0693-x
- Etruszk építőművészet, Építés-Építészettudomány; 13. kötet 3-4. szám, 1981
- A Caesar-forum Rómában. Budapest: Akadémiai Kiadó (1990). ISBN 963-05-5297-3

## Kapcsolódó információk
- Magyar Életrajzi Lexikon. Bardon Alfréd. arcanum.hu. (Hozzáférés: 2019. június 27.)
- Istvánfi Gyula. „Adatok a magyar építészképzés műegyetemi történetéhez, 1945–1990. Rendszerváltozástól rendszerváltozásig” (pdf). Építés – Építészettudomány 43 (1–2). DOI:10.1556/EpTud.43.2015.1–2.1.
- Horváth Zsolt: Az 1956-os forradalom és a restauráció a Műegyetemen. Doktori disszertáció (pdf). Eötvös Loránd Tudományegyetem Bölcsészettudományi Kar (doktori.btk.elte.hu), 2014